# Pirkkala
Pirkkala (szw. Birkala) – gmina w Finlandii, położona w południowo-zachodniej części kraju, należąca do regionu Pirkanmaa.